# Héctor Sánchez López
Héctor Sánchez López (Juchitán de Zaragoza, Oaxaca; 29 de agosto de 1950) es un político mexicano, antiguo miembro del Partido de la Revolución Democrática y del Partido Alternativa Socialdemócrata y Campesina, perteneciente al sector campesino. Ha sido senador y diputado federal. Desde 2019 es consejero independiente del Consejo de Administración de la Comisión Federal de Electricidad,en 2023 fue ratificado por segunda vez por el senado para el mismo cargo.

## Carrera política
Es miembro fundador de la organización de lucha social y política oaxaqueña Coalición de Obreros, Campesinos y Estudiantes del Istmo (COCEI), que con el apoyo del PRD lo postuló como candidato a presidente municipal de Juchitán, cargo que obtuvo y ejerció de 1989 a 1992; fue senador por Oaxaca para el periodo de 1994 a 2000, y ese último año fue elegido diputado federal plurinominal a la LVIII Legislatura de 2000 a 2003. Durante su periodo como senador fue el coordinador de la bancada del PRD en el Senado.
Ha sido en dos ocasiones candidato a gobernador de Oaxaca, en las elecciones estatales de 1998 en que fue postulado por el PRD, y resultó derrotado José Murat. En las elecciones estatales de 2004, cuando una coalición del PRD y Movimiento Ciudadano postuló a Gabino Cué Monteagudo como candidato en coalición con el PAN y Convergencia, Sánchez López renunció a su militancia y fue postulado candidato a gobernador por el Partido Unidad Popular de carácter local; en esas  elecciones triunfó Ulises Ruiz Ortiz, del PRI.
Posteriormente se unió al Partido Alternativa Socialdemócrata y Campesina siendo miembro de su comité ejecutivo federado y fue parte del área campesina que pretendió sustituir la candidatura de Patricia Mercado por la de Víctor González Torres.
Desde 2019 es Consejero Independiente ante el Consejo de Administración de la Comisión Federal de Electricidad.
En 2021 participó en la contienda interna para competir por la Gubernatura de Oaxaca, sin embargo no fue seleccionado para participar en la encuesta.